# Linia kolejowa Roby – Rogowo
Linia kolejowa Roby – Rogowo - rozebrana wąskotorowa linia kolejowa łącząca Roby z Rogowem. Na całej swojej długości była jednotorowa, a rozstaw szyn wynosił 1000 mm. Nie jest znana data otworzenia oraz zamknięcia linii. Należała do sieci Gryfickiej Kolei Wąskotorowej.